# Léon Jongen
Léon Marie Victor Justin Jongen (ur. 2 marca 1884 w Liège, zm. 18 listopada 1969 w Brukseli) – belgijski kompozytor, pianista i pedagog; brat Josepha.

## Życiorys
Studiował w Królewskim Konserwatorium w Liège pod kierunkiem Julesa Debefve’a (fortepian), Sylvaina Dupuisa (harmonia) i Jeana-Théodore’a Radoux (fuga). W latach 1898–1904 był organistą w kościele Saint-Jacques-le-Mineur w Liège. W 1908 wyjechał do Paryża, a następnie odbył tournée po Europie, występując z kwartetem fortepianowym i dając solowe recitale pianistyczne. Kilka razy był laureatem belgijskiej Prix de Rome, a w 1913 zdobył belgijską Grand Prix de Rome za kantatę Les fiancés de Noël.
Po I wojnie światowej zdecydował się na karierę wirtuoza i odbył pianistyczne tournée po Europie, północnej Afryce (Tunis, Algieria, Maroko) i Indiach, a od 1925 koncertował w Chinach, Japonii i Francuskich Indochinach. W latach 1927–1929 był dyrektorem muzycznym i dyrygentem opery w Hanoi. W 1932 wrócił do Belgii. W 1934 został profesorem fugi w Konserwatorium Królewskim w Brukseli, a następnie dyrektorem tej uczelni (1939–1949), zastępując na tym stanowisku swojego brata.
Od 1945 był członkiem brukselskiej Académie Royale de Belgique, od 1959 rektorem Chapelle Musicale królowej Elżbiety. Był też członkiem Royal Academy of Arts w Londynie. Wielki Oficer Orderu Leopolda, Wielki Oficer Orderu Korony, Kawaler Legii Honorowej.

## Twórczość
W swoich utworach chętnie sięgał po pozaeuropejskie, orientalne środki wyrazu, co wpisywało go poniekąd w styl impresjonistyczny, typowy dla muzyki francuskiej I poł. XX w. Zwłaszcza lata spędzone na Dalekim Wschodzie poszerzyły jego muzyczną estetykę o nowe egzotyczne brzemienia, skale dźwiękowe i rytmy. Wtedy powstała najbardziej znana jego kompozycja – suita orkiestrowa Malaisie (1935) – inspirowana tańcami rytualnymi mieszkańców Indonezji i Filipin .
Pisał utwory orkiestrowe, kameralne, sceniczne i na instrumenty solowe (fortepian, skrzypce, trąbka, organy). Skomponował także cykl pieśni Provinciales (1950) do własnych tekstów lirycznych, ujawniających bardziej ekscentryczną część jego artystycznej osobowości .